# Reincorporação de Tacna ao Peru
A  Reincorporação de Tacna ao Peru foi a transferência da Província de Tacna do Chile para o Peru ocorrida em 28 de agosto de 1929. O evento encerrou 49 anos de domínio chileno sobre sua então mais nova província, que começou em 1880 após a derrota boliviana-peruana na Batalha de Tacna contra o exército chileno durante a Guerra do Pacífico (1879–1884).

## Contexto
O Chile e o Peru estavam envolvidos em uma disputa territorial sobre as províncias de Tacna e Arica desde sua ocupação militar pelo primeiro durante a Guerra do Pacífico, na qual uma aliança do Peru e da Bolívia contra o vizinho Chile que foi derrotada. O governo peruano sob Miguel Iglesias assinou o Tratado de Ancón com o Chile em 20 de outubro de 1883, onde Tarapacá foi incondicionalmente cedida ao Chile, enquanto Tacna e Arica seriam ocupadas por dez anos, durante os quais um plebiscito seria organizado.
Entretanto, a partir de 1910, as autoridades de ocupação iniciaram uma campanha de "chilenização" na área, o que agravou as relações diplomáticas e encontrou grande oposição civil. Isso somado ao fracasso da organização do plebiscito levou a campanhas diplomáticas entre os dois países um contra o outro, com o Peru finalmente buscando a mediação dos Estados Unidos sob o presidente Herbert Hoover. Essas negociações levaram à assinatura do Tratado de Lima em 1929, por meio do qual o Peru recebeu US$ 6 milhões em indenização, uma série de concessões e o retorno de Tacna, com Arica permanecendo no Chile.

## Reincorporação

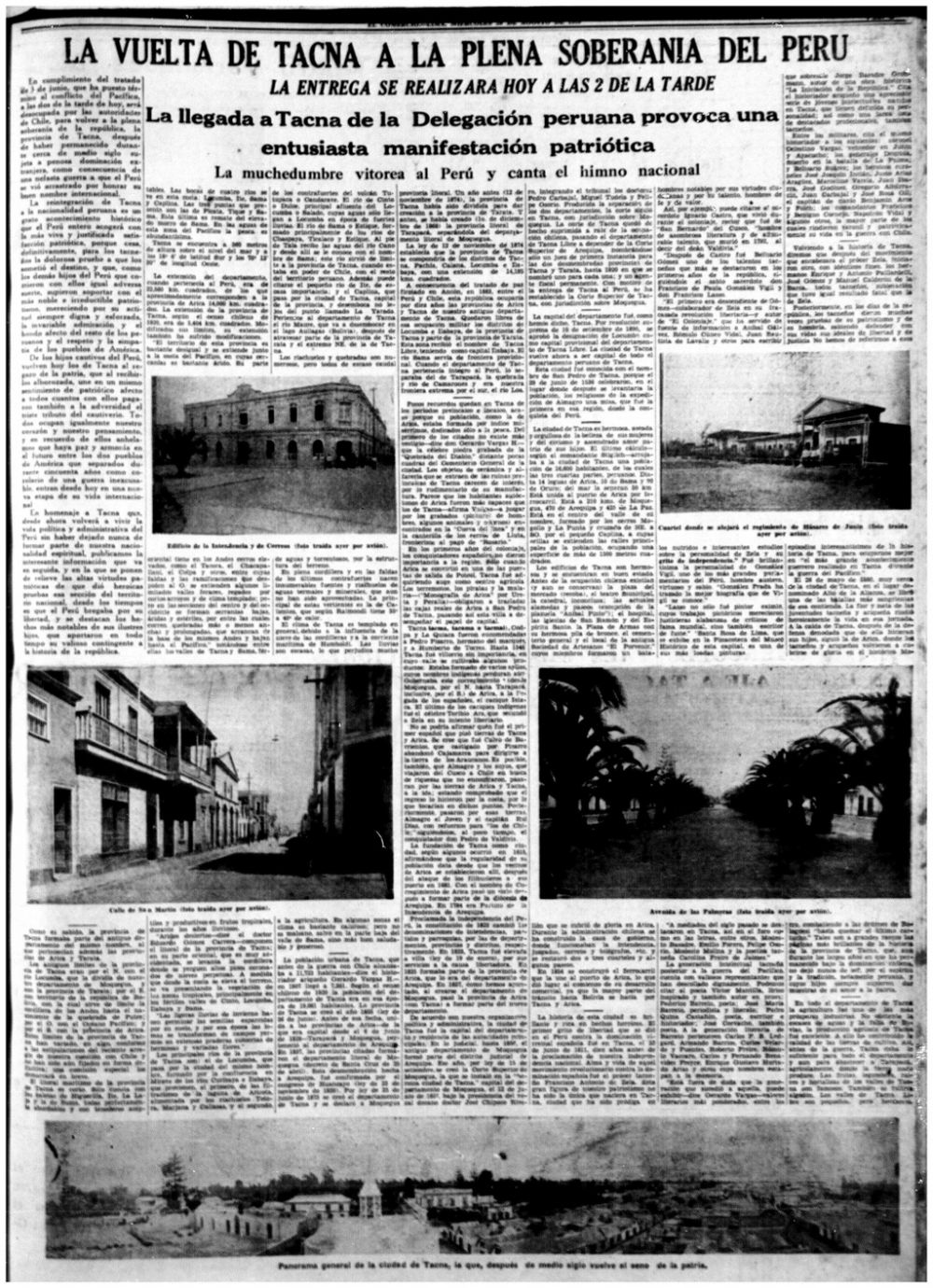
Jornal anunciando o retorno de Tacna ao Peru.

Em 3 de junho de 1929, o Tratado de Lima foi assinado pelo então representante peruano Pedro José Rada y Gamio e pelo representante chileno Emiliano Figueroa Larraín, levando ao retorno efetivo de Tacna ao Peru à meia-noite, no dia 28 de agosto de 1929, criando o Departamento de Tacna, e Arica (tanto o antigo departamento peruano como alguns territórios do Departamento de Tacna cedidos pelo tratado) foi permanentemente dado ao Chile, sendo integrado à Província de Tarapacá, encerrando a existência da província chilena de Tacna. No entanto, mesmo com o conflito fronteiriço oficialmente encerrado, a controvérsia continuaria entre Peru e Bolívia, com os bolivianos prosseguindo com as suas reivindicações sobre os seus territórios perdidos, buscando ter mais uma vez um acesso ao oceano com a assistência de mediadores internacionais numa questão que ainda está por ser resolvida. A transferência não teve cerimônia oficial, com algumas autoridades chilenas permanecendo temporariamente para ajudar o Peru na nova administração. No entanto, a devolução do território foi recebida com comemorações no Peru, com o presidente Augusto B. Leguía supervisionando um desfile militar em Lima e os sinos das igrejas tocando em comemoração. Alguns cidadãos chilenos, que permaneceram na província após a transferência, pediram para serem repatriados.

## Atualidade
No Peru, todo 27 de agosto é celebrado o Dia da Defesa Nacional, que é um dia de carácter cívico, uma homenagem à reincorporação de Tacna ao território peruano.
O aniversário da Reincorporação de Tacna permite a cada ano a realização de múltiplas atividades cívico-patrióticas, culturais e sociais, uma delas é o Festival de Polka Tacneña ao ritmo da polca "Tacna Hermosa" composta por Omar Zilbert Salas e Eduardo Pérez Gamboa (música) em 1947, toca em datas próximas da reincorporação; a realização de atividades e eventos programados na Feria Internacional de Tacna (FERITAC), o hasteamento das bandeiras da cidade, os desfiles cívico-militares, a homenagem às mulheres de Tacna e a procesión de la bandera.